# Brontotheriidae
Brontothéridés, Titanothères
 (novembre 2018).
Si vous disposez d'ouvrages ou d'articles de référence ou si vous connaissez des sites web de qualité traitant du thème abordé ici, merci de compléter l'article en donnant les références utiles à sa vérifiabilité et en les liant à la section « Notes et références ».
Famille
Les Brontothéridés (Brontotheriidae, littéralement  « animaux du tonnerre ») sont une famille fossile de mammifères périssodactyles. C'étaient des végétivores massifs, ressemblant superficiellement à des rhinocéros du fait de leurs excroissances osseuses nasales. Ils ont vécu durant l'Éocène, d'environ 53 à 34 millions d'années, dans l'hémisphère Nord (Amérique du Nord et Eurasie). Les Brontothéridés ont succédé aux Dinocérates dans leur niche écologique.

## Histoire évolutive
Les Brontotheriidae sont apparus au début de l'Éocène, il y a environ 53 millions d'années, et ont vécu dans l'hémisphère Nord, en Amérique du Nord et en Eurasie. Ils disparurent il y a environ 34 millions d'années, probablement en lien avec le refroidissement et l'aridification du climat. Une quarantaine de genres de brontothères sont répertoriés sur une période de quelque vingt millions d'années.
La tendance générale de leur évolution est l'augmentation de la taille et finalement l'apparition de « cornes » à l'extrémité du museau. Ces appendices étaient en fait des excroissances osseuses recouvertes d'une peau épaisse comme chez nos girafes actuelles et leur donnant l'apparence générale d'un rhinocéros.
Lorsque les brontothères atteignirent leur apogée avec l'énorme Megacerops, leur milieu, la forêt, recula car le climat devint plus sec. La sélection s'opéra au profit d'animaux de taille plus modeste capables de brouter. C'est ainsi qu'ils furent remplacés par les rhinocéros.

## Classification
- Perissodactyla
  - Brontotheroidea (éteint)
    - Brontotheriidae (éteint)

  - Lophodontomorpha
    - Ankylopoda (éteint)
      - Chalicotheroidea (éteint)
        - Chalicotheriidae (éteint)

    - Euperissodactyla
      - Hippomorpha ou Equoidea
        - Equidae

      - Ceratomorpha
        - Tapiroidea
          - Tapiridae

        - Rhinocerotoidea
          - Rhinocerotidae

## Description
Les brontothères étaient pourvus de quatre doigts aux membres antérieurs et trois doigts aux membres postérieurs.
Les fossiles découverts indiquent que les protubérances nasales étaient plus grandes chez les mâles que chez les femelles. Elles constituaient donc un caractère sexuel secondaire dont le rôle était de parader devant les femelles et d'intimider d'éventuels rivaux pendant la saison amoureuse.

## Quelques genres

### Eotitanops
Eotitanops peuplait les sous-bois des forêts d'Asie, où il apparut à l'Éocène inférieur, et d'Amérique du Nord, qu'il colonisa à l'Éocène moyen. Il mesurait 45 cm au garrot. Il disparut des deux continents à la même époque.
Très semblable à Hyracotherium, il possédait tout comme lui quatre doigts aux pattes antérieures et trois doigts aux pattes postérieures. Hyracotherium aurait donné naissance aux équidés tandis qu' Eotitanops aurait donné naissance aux brontothères, dont la taille alla croissant au fil du temps.

### Dolichorhinus
Dolichorhinus mesurait 1,20 m au garrot et vivait pendant l'Éocène supérieur en Amérique du Nord. Son crâne semblable à celui d'un rhinocéros sans corne est très allongé et pourvu de dents à couronnes basses.
La forme de ses dents laisse penser qu'il mâchait les feuilles tendres des arbres des forêts qu'il habitait.

### Brontops
Au cours de l'Éocène supérieur, les brontothères devinrent énormes et leur cornes apparurent.
Ainsi Brontops en était pourvu et mesurait environ 2,50 m au garrot. Il vivait en Amérique du Nord. L'un des squelettes trouvés montre des côtes fracturées avec des cicatrices très nettes, accréditant la thèse selon laquelle les Brontotheriidae tardifs se servaient de leurs cornes lors de combats entre mâles lors des périodes de reproduction.

### Embolotherium
Contemporain de Brontops, Embolotherium vécut en Mongolie pendant la même période. Il mesurait également environ 2,50 m au garrot.
En lieu et place de deux cornes disjointes à l'extrémité du museau comme chez Brontops et Megacerops, Embolotherium possédait une large plaque discontinue qui prenait naissance au sommet du crâne.
Cette imposante corne, ainsi que des yeux situés très en avant sur le crâne près des naseaux, indique que le cerveau de l'animal était, comme chez tous les grands Brontotheriidae, de taille modeste ne dépassant pas le diamètre d'une orange.
Ses restes, découverts dans le désert de Gobi, indiquent la large répartition géographique des Brontotheriidae et le succès, bien que bref, de leur lignée.

### Megacerops

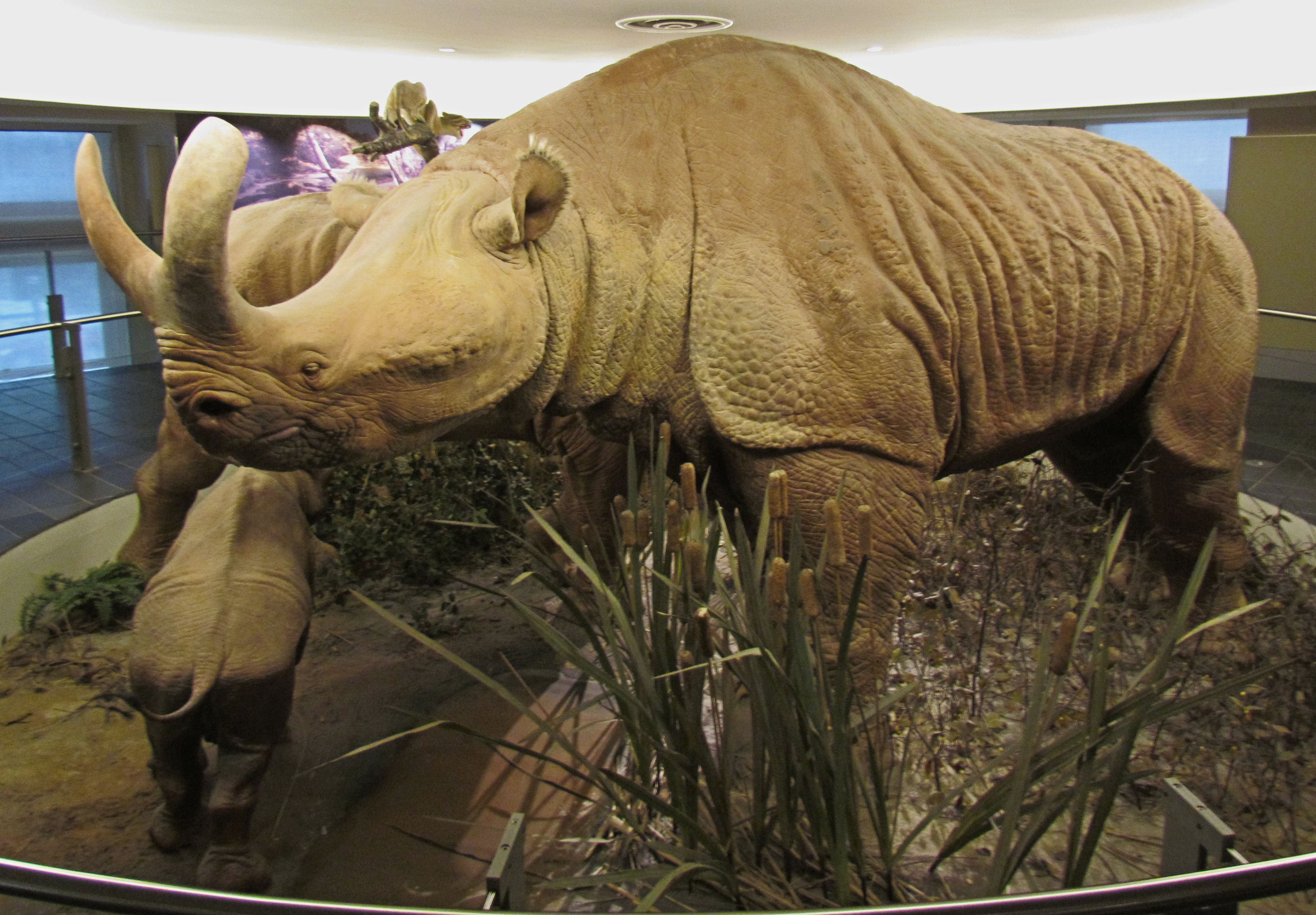
Reconstitution d'une famille de Megacerops au Musée canadien de la nature.

Megacerops vécut en Amérique du Nord pendant l'Éocène supérieur, notamment dans les États du Nebraska et du Dakota du Sud.
Les Sioux attribuaient ses gigantesques ossements à de grands chevaux qui galopaient dans le ciel en déclenchant le tonnerre. Cela a valu son nom à cette famille, « animal-tonnerre », attribué par le paléontologue Henry Fairfield Osborn dans la seconde moitié du XIXe siècle d'après ces légendes indiennes. On retrouve cette racine dans le nom du dinosaure sauropode Brontosaurus « lézard-tonnerre ».
Les Sioux pensaient qu'ils bénéficiaient de l'aide d'un énorme cheval céleste durant la chasse au bison. Ils firent de certains des ossements fossiles de Megacerops des trophées que les paléontologues purent observer avant d'en découvrir des squelettes entiers.
Megacerops est le plus grand des Brontotheriidae, dont il constitue le genre-type. D'une taille moyenne d'environ 2,50 m au garrot et d'une longueur de 4,30 m, il possédait sur le museau deux cornes presque à la verticale ressemblant à une houe à deux branches. Celles-ci dépassaient le sommet de son crâne. Un homme adulte lui serait à peine parvenu en hauteur au sommet de la cuisse.
Les muscles pour supporter le poids d'une tête pourvue de telles cornes s'inséraient dans des épines tournées vers le haut et situées sur les vertèbres du cou. 
Les dents fossilisées de Megacerops indiquent qu'il n'était sans doute capable que de brouter de la végétation tendre. Des lèvres charnues et une langue préhensile complétaient sans doute cette denture. Ce serait donc l'inadaptation de cette dernière qui aurait provoqué la disparition des Brontotheriidae lors des changements climatiques de la Grande Coupure qui firent disparaître les forêts qui constituaient leur habitat.
Les fossiles de Megacerops, trouvés en nombre, laissent penser qu'il se déplaçait en troupeau au pied des Montagnes Rocheuses qui constituaient alors une région volcanique très active. C'est en effet dans des dépôts volcaniques qu'ont été découverts les restes de cet imposant animal.

## Liste des genres
| Sous-famille Brontotheriinae - Bunobrontops - Mesatirhinus - Dolichorhinus - Desmatotitan - Fossendorhinus - Metarhinus - Microtitan - Sthenodectes - Telmatherium - Metatelmatherium - Epimanteoceras - Hyotitan - Nanotitanops - Pygmaetitan - Acrotitan - Arctotitan - Qufutitan | Tribu Brontotheriinii - Protitan - Protitanotherium - Rhinotitan - Diplacodon - Pachytitan - Brachydiastematherium - Sivatitanops Sous-tribu Embolotheriina - Gnathotitan - Aktautitan - Metatitan - Nasamplus - Protembolotherium - Embolotherium Sous-tribu Brontotheriina - Parabrontops - Protitanops - Notiotitanops - Dianotitan - Duchesneodus - Megacerops | Non Classés - Pakotitanops - Mulkrajanops - Eotitanops - Palaeosyops |